# Арабинопиранозил-N-метил-N-нитрозомочевина
Арабинопиранозил-N-метил-N-нитрозомочевина (Араноза) — цитостатический противоопухолевый химиотерапевтический лекарственный препарат алкилирующего типа действия, производное N-нитрозо-N-метилмочевины. Согласно утверждениям её разработчиков, преимущество арабинопиранозил-N-метил-N-нитрозомочевины перед другими производными нитрозомочевины — большая широта терапевтических доз и возможность применения в амбулаторных условиях.

## История открытия
Арабинопиранозил-N-метил-N-нитрозомочевина синтезирована в конце 1970-х годов в лаборатории органического синтеза Онкологического научного центра АМН СССР. Клинические испытания арабинопиранозил-N-метил-N-нитрозомочевины были проведены в конце 1980-х годов. Была установлена эффективность препарата при меланоме. В 1996 году арабинопиранозил-N-метил-N-нитрозомочевина была разрешена к применению при меланоме.
В 2020 году была одобрена МЗ для лечения нейроэндокринных опухолей различных локализаций.

## Химическая структура
В молекулу арабинопиранозил-N-метил-N-нитрозомочевины входит N-нитрозо-N-метилмочевина в соединении с углеводом L-арабинозой (известным структурным компонентом молекул таких противоопухолевых препаратов, как цитозина арабинозид, флударабина фосфат). Наличие в молекуле арабинопиранозил-N-метил-N-нитрозомочевины остатка L-арабинозы улучшает захват соединения злокачественными опухолевыми клетками, снижает токсичность и повышает градиент отношения «опухоль/здоровая ткань».

## Фармакологическое действие
Противоопухолевое средство (алкилирующее соединение). Подавляет синтез ДНК в опухолевых клетках. Преимущество перед аналогами (производными нитрозомочевины) — большая широта терапевтических доз и возможность применения в амбулаторных условиях.

## Показания
Меланома кожи и глаза (в составе комбинированной химиотерапии c дакарбазином и интерфероном-альфа). Во время доклинических испытаний (то есть на животных) была, предположительно, установлена возможная эффективность арабинопиранозил-N-метил-N-нитрозомочевины при экспериментальном раке лёгкого у животных (в составе режимов комбинированной химиотерапии вместе с цисплатином и гемцитабином или вместе с цисплатином и иринотеканом).

## Режим дозирования
Препарат вводят в/в струйно, ежедневно или через день в разовой дозе, определяемой из расчета 0.55-0.8 г/м2 поверхности тела больного (в среднем 1-1.5 г). Курс лечения — 3.0-4.5 г (3 инъекции).
Раствор готовят непосредственно перед введением, растворяя содержимое флакона в 20 мл 5 % раствора декстрозы. Повторные курсы проводят с интервалом в 4 нед (при отсутствии проявлений токсичности).

## Побочное действие
Со стороны системы кроветворения: лейкопения, тромбоцитопения, эритропения.
Прочие: нарушение функции ЖКТ; иммунодепрессия.

## Противопоказания
- гиперчувствительность;
- общее тяжелое состояние больного;
- лейкопения (ниже 3 000/мкл);
- тромбоцитопения (ниже 120 000/мкл);
- язвенная болезнь желудка и двенадцатиперстной кишки (в фазе обострения);
- сердечно-сосудистые и неврологические заболевания;
- нарушения функции печени и почек;
- беременность.

### Применение при беременности и кормлении грудью
Противопоказано при беременности.

### Применение при нарушениях функции печени
Противопоказан при нарушениях функции печени.

### Применение при нарушениях функции почек
Противопоказан при нарушениях функции почек.

## Особые указания
Лечение проводят под контролем содержания лейкоцитов, тромбоцитов, эритроцитов в крови. Следует иметь в виду, что гематотоксичность может проявляться через 1-3 нед после окончания курса лечения.

## Лекарственное взаимодействие
Применение в комбинации с другими противоопухолевыми препаратами приводит к повышению эффективности при лечении диссеминированной меланомы кожи и не сопровождается усилением токсичности.